# 백야행: 하얀 어둠 속을 걷다
《백야행: 하얀 어둠 속을 걷다》는 2009년 개봉한 대한민국의 미스터리 영화다. 박신우 감독의 작품이며 고수, 손예진, 한석규 등이 주인공을 맡았다. 원작은 일본 작가 히가시노 게이고의 2000년작 소설 《백야행》으로, 한국에서 영화로 만들어지면서 원작소설과는 달리 이민정이 맡은 역할 등 몇몇 캐릭터가 추가되었으며, 사건이 축소되는 등 각색이 진행되었다.

## 줄거리
출소한지 얼마 안 된 강재두가 목을 멘 시체로 발견되고 조민우 형사는 의문을 품고 흔적을 밟아가다 이 사건이 14년 전 발생한 어떤 살인사건과 연관되어있음을 직감하게 된다. 당시 수사를 담당했던 형사(한석규 분)를 찾아가지만 별다른 의욕을 내보이지 않는다. 동수는 14년 전 폐선박에서 발생한 살인사건을 수사하다 자신의 아들을 사고로 잃은 끔찍한 기억을 갖고 있다. 당시 폐선박에서 시체로 발견된 사람은 요한의 아버지. 살인 용의자로 지목되었던 여자도 자살하면서도 사건은 종결된 듯하다. 그러나 세월은 14년이 흘러 숨겨진 사건의 실체가 하나씩 드러난다.

## 캐스팅

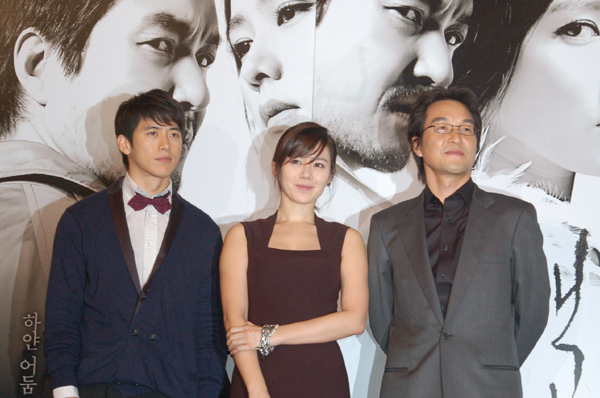
주연 배우인 고수, 손예진, 한석규 (2009)

- 한석규 - 형사, 한동수 역
- 고수 - 김요한 역
- 손예진 - 유미호 역
- 이민정 - 이시영 역
- 주다영 - 이지아 역
- 차화연 - 요한 모, 서해영 역
- 한예원 - 나현 역
- 박성웅 - 차승조 역
- 임지규 - 약통 역
- 윤다경 - 미연 역
- 방중현 - 조민우 형사 역
- 정인기 - 강재두 역
- 홍지희 - 차영은 역
- 이재구 - 강남 팀장 역
- 최진호 - 요한 부, 김시후 역
- 조경숙 - 양미숙 역
- 한국진 - 오 형사 역
- 서진원 - 장 형사 역
- 조석현 - 최 형사 역
- 노익현 - 이 형사 역
- 김정국 - 박 형사 역
- 박진우 - 김 형사 역
- 이창욱 - 약통 친구 역
- 유일한 - 채증요원 역
- 윤찬 - 동수 아들, 민재 역
- 정진 - 박태호 역
- 조연호 - 인천 반장 역
- 임정운 - 박 기사 역

## 기타 제작진
- 제작: 시네마서비스, 폴룩스픽쳐스
- 제공: 시네마서비스
- 배급: 시네마서비스
- 조명: 추인식
- 미술: 송혜진

## 원작과의 차이점
- 영화에서 어린 시절 요한(이후 고수 분)과 미호(이후 손예진 분)의 어린시절 둘은 같은 반 친구로 나오지만 원작에서는 같은 도시의 각기 다른 초등학교를 다니고 있었으며, 방과 후 마을 도서관에서 서로의 우정을 나눈다.
- 영화에서는 소년의 아버지가 살해당하는 곳은 폐선박이지만 소설에서는 '버블 붕괴 이후 짓다 만' 건물 안이다.

## 영화 개봉 정보
- 2009년 11월 10일 오후 2시 왕십리 CGV에서 기자시사회가 열렸다.
- 2009년 11월 19일 한국 개봉.

## 수상 정보
- 제14회 부천국제판타스틱영화제 판타지아어워드 남우상 - 백야행 (고수)
- 제30회 한국영화평론가협회상 - 신인 여우상 (이민정)